# Verbalvertrag
Der Verbalvertrag war im römischen Recht ein klagbarer Schuldvertrag, der dadurch zustande kam, dass die Vertragsparteien sich im Rahmen eines speziellen Formakts mündlich erklärten (wortförmliches Schuldversprechen).
Hauptanwendungsfall des Verbalkontraktes war die Stipulation, der älteste und am häufigsten auftretende Schuldvertrag des ius civile, bekannt bereits seit dem Zwölftafelgesetz.  Es wird in der rechtsgeschichtlichen Forschung davon ausgegangen, dass Verbalverträge einer bereits uralten Auguralpraxis entstammen. Bei gleichzeitiger Anwesenheit einigten sich die Parteien, die römische Bürger sein mussten, über ein Leistungsversprechen in Frage- und Antwortform (conventio). Dieses Leistungsversprechen konnte einseitige Rechtsgeschäfte umfassen, so Schenkungsversprechen, Garantieabreden oder Darlehensgewährungen, ebenso auch schuldrechtliche Novationen. 
Bevor die erst später entstandenen Konsensualkontrakte zum Zuge kamen, erfassten Verbalverträge auch wechselseitige Rechtsverhältnisse wie den Kauf und außerhalb des Typenzwangs liegende Rechtsgeschäfte. Da die Stipulation ein streng einseitiges Rechtsgeschäft war, wurden wechselseitige Verbindlichkeiten – wie der Kaufvertrag – durch zwei Formalakte dienstbar gemacht. Die Abwicklungschritte wurden aufgeteilt: im ersten Schritt wurde die „Warenstipulation (Leistungstyp)“ vollzogen. Sodann wurde bezahlt, indem in einem ebenso förmlichen Akt die „Preisstipulation (Gegenleistungstyp)“ vollzogen wurde. Beide Geschäftsteile waren so aufeinander bezogen, dass das wechselseitige Geschäft, der Kaufvertrag, zustande kam. Das Geschäft wurde methodisch im Frage-Antwort-System vollzogen: „Versprichst Du, dass Du geben wirst?“, „Ich verspreche.“.
Verbalkontrakte wurden auch zu Bürgschaftszwecken verabredet. Die Bürgschaft – als sponsio war sie dem römischen Bürger vorbehalten, als fidepromissio betraf sie Nichtbürger – war akzessorisch, denn gegenüber dem Gläubiger haftete der Hauptschuldner bereits aus dem zugrundeliegenden Kausalgeschäft, welches selbst durch Stipulation begründet worden war. Der Bürge wurde vom Gläubiger gefragt, ob er dasselbe verspreche, was der Schuldner versprochen habe (idem quod ... promisit spondesne?), woraufhin der Bürge, gleichlautend zum Gläubiger des zu sichernden Vertrages, mit spondeo (=ich verspreche) quittierte.
Ein weiterer Verbalkontrakt war die dictio dotis, ein Dotalversprechen (treuhänderische Übertragung des Eigentums der Frau nebst Mitgiftverwaltung), das nicht, wie die Stipulation, eine Antwort auf die vorhergehende Frage des Gläubigers enthielt. Der Empfänger gab hier keine Erklärung ab, band sich aber gleichwohl. Der Versprechende formulierte etwa: dotis filiae meae tibi erunt sestertium milia centum (übersetzt: als Mitgift für meine Tochter sollen Dir 100.000 Sesterzen zukommen).
Einseitig war auch der Formalakt bei eidlichen Verpflichtungen von Freigelassenen, ihrem Schutzherrn (patronus) mit Dienstleistungen gefällig zu sein (promissio operarum).
Die Klagen bei Verbalverträgen waren strengrechtlich. Es konnten bereicherungsrechtliche Ansprüche verfolgt werden, auch war der Klagetyp der actio ex stipulatio zulässig. Die Parteien mussten ihre Vertragsinhalte präzise und bestimmt formulieren, damit die Klage nicht abgewiesen wurde, denn den Geschworenen waren keinerlei  Entscheidungsspielräume eingeräumt gewesen. Die strenge Gebundenheit war auch der Grund für eine später einsetzende Rechtsentwicklung, die dem Institut der Stipulation im klassischen Recht die Befüllung von Rechtslücken zuwies, Lücken, die durch andere Vertragstypen nicht abgedeckt werden konnten, etwa Vertragsumgestaltungen. Über die Eigenschaft als bloßes Annexinstitut hinaus, führte das Vertragsschutzbedürfnis des Rechtsverkehrs letztlich dazu, dass das Verbalvertragssystem aufgegeben wurde. Die apriorische Festlegung auf eine vollstreckungsfähige Leistungsformel hatte den Verkehr nicht unerheblich behindert.

## Abgrenzung
Für das römische Obligationenrecht gilt es Unterscheidungen zu treffen. Der Verbalvertrag ist einerseits gegen den erst später entstandenen Konsensualvertrag, der formlose Willenserklärungen einführte, abzugrenzen. Letzterer verdrängte den an altem Brauchtum hängenden Verbalvertrag während der mittleren Kaiserzeit. Weitere Vertragsformen waren der Realvertrag, der an der Hingabe einer Sache hing und aus der lediglich besitzmittelnde Berechtigungen abgeleitet werden konnten. Weiterhin abzugrenzen ist gegenüber dem Litteralvertrag, bei dem Buchungen im Hausbuch vorgenommen wurden. 
Wie auch der Real- und der Litteralvertrag, geht der Verbalvertrag auf die Zeit der späten Republik zurück.